# U Street (metropolitana di Washington)
U Street è una stazione della metropolitana di Washington, situata sul tratto comune di linea gialla e linea verde. Si trova nell'omonimo quartiere.
È stata inaugurata l'11 maggio 1991, contestualmente all'inaugurazione della linea verde.
La stazione è servita da autobus del sistema Metrobus (anch'esso gestito dalla WMATA).